# Лерагер, Лукас
Лукас Рейфф Лерагер (дат. Lukas Reiff Lerager; род. 12 июля 1993, Гладсаксе, Копенгаген) — датский футболист, полузащитник клуба «Копенгаген» и сборной Дании. Участник чемпионата мира 2018 года.

## Клубная карьера
Лерагер начал профессиональную карьеру в клубе «АБ». В 2010 году он дебютировал за основную команду в первом датском дивизионе. Летом 2013 года Лукас перешёл в «Виборг». 26 июля в матче против «Норшелланна» он дебютировал в датской Суперлиге. По итогам сезона клуб вылетел в Первую лигу, но Лерагер остался в команде. 3 августа 2014 года в поединке против «ХБ Кёге» он забил свой первый гол за «Виборг». По итогам сезона Лукас помог клубу вернуться в элиту.
Летом 2016 года Лерагер перешёл в бельгийский «Зюлте-Варегем». 30 июля в матче против «Эйпена» он дебютировал в Жюпиле лиге. 24 сентября в поединке против «Мехелена» Лукас забил свой первый гол за «Зюлте-Варегем». В своём дебютном сезоне он помог клубу завоевать Кубок Бельгии.
Летом 2017 года Лерагер перешёл во французский «Бордо», подписав контракт на четыре года. Сумма трансфера составила 3,5 млн евро. 6 августа в матче против «Анже» он дебютировал в Лиге 1. В поединке против «Лиона» Лукас забил свой первый гол за «Бордо».
В январе 2019 года отправился в аренду в «Дженоа».

## Международная карьера
6 июня 2017 года в товарищеском матче против сборной Германии Лерагер дебютировал за сборную Дании, заменив во втором тайме Кристиана Эриксена.
В 2018 году Лерагер принял участие в чемпионате мира в России. На турнире он сыграл в матче против команды Франции.

## Статистика

### Матчи Лерагера за сборную Дании
| Матчи Лерагера за сборную Дании | Матчи Лерагера за сборную Дании | Матчи Лерагера за сборную Дании | Матчи Лерагера за сборную Дании | Матчи Лерагера за сборную Дании | Матчи Лерагера за сборную Дании |
| ------------------------------- | ------------------------------- | ------------------------------- | ------------------------------- | ------------------------------- | ------------------------------- |
| №                               | Дата                            | Соперник                        | Счёт                            | Голы Лерагера                   | Соревнование                    |
| 1                               | 6 июня 2017                     | Германия                        | 1:1                             | —                               | Товарищеский матч               |
| 2                               | 1 сентября 2017                 | Польша                          | 4:0                             | —                               | Чемпионат мира 2018 (отбор)     |
| 3                               | 22 марта 2018                   | Панама                          | 1:0                             | —                               | Товарищеский матч               |
| 4                               | 9 июня 2018                     | Мексика                         | 2:0                             | —                               | Товарищеский матч               |
| 5                               | 26 июня 2018                    | Франция                         | 0:0                             | —                               | Чемпионат мира 2018             |
| 6                               | 16 октября 2018                 | Австрия                         | 2:0                             | 1                               | Товарищеский матч               |
| 7                               | 16 ноября 2018                  | Уэльс                           | 2:1                             | —                               | Лига наций УЕФА 2018/2019       |
| 8                               | 19 ноября 2018                  | Ирландия                        | 0:0                             | —                               | Лига наций УЕФА 2018/2019       |
| 9                               | 21 марта 2019                   | Косово                          | 2:2                             | —                               | Товарищеский матч               |
| 10                              | 15 октября 2019                 | Люксембург                      | 4:0                             | —                               | Товарищеский матч               |

Итого: 10 матчей / 1 гол; 6 побед, 4 ничьи, 0 поражений.

## Достижения
«Зюлте-Варегем»
- Обладатель Кубка Бельгии: 2016/17